# Макино (Илиноис)
Макино (енгл. Mackinaw) град је у америчкој савезној држави Илиноис.

## Демографија
По попису из 2010. године број становника је 1.950, што је 498 (34,3%) становника више него 2000. године.
| Група             | 2000.         | 2010.         |
| Белци             | 1.406 (96,8%) | 1.879 (96,4%) |
| Афроамериканци    | 4 (0,3%)      | 14 (0,7%)     |
| Азијати           | 5 (0,3%)      | 7 (0,4%)      |
| Хиспаноамериканци | 19 (1,3%)     | 33 (1,7%)     |
| Укупно            | 1.452         | 1.950         |